# 오케아노스

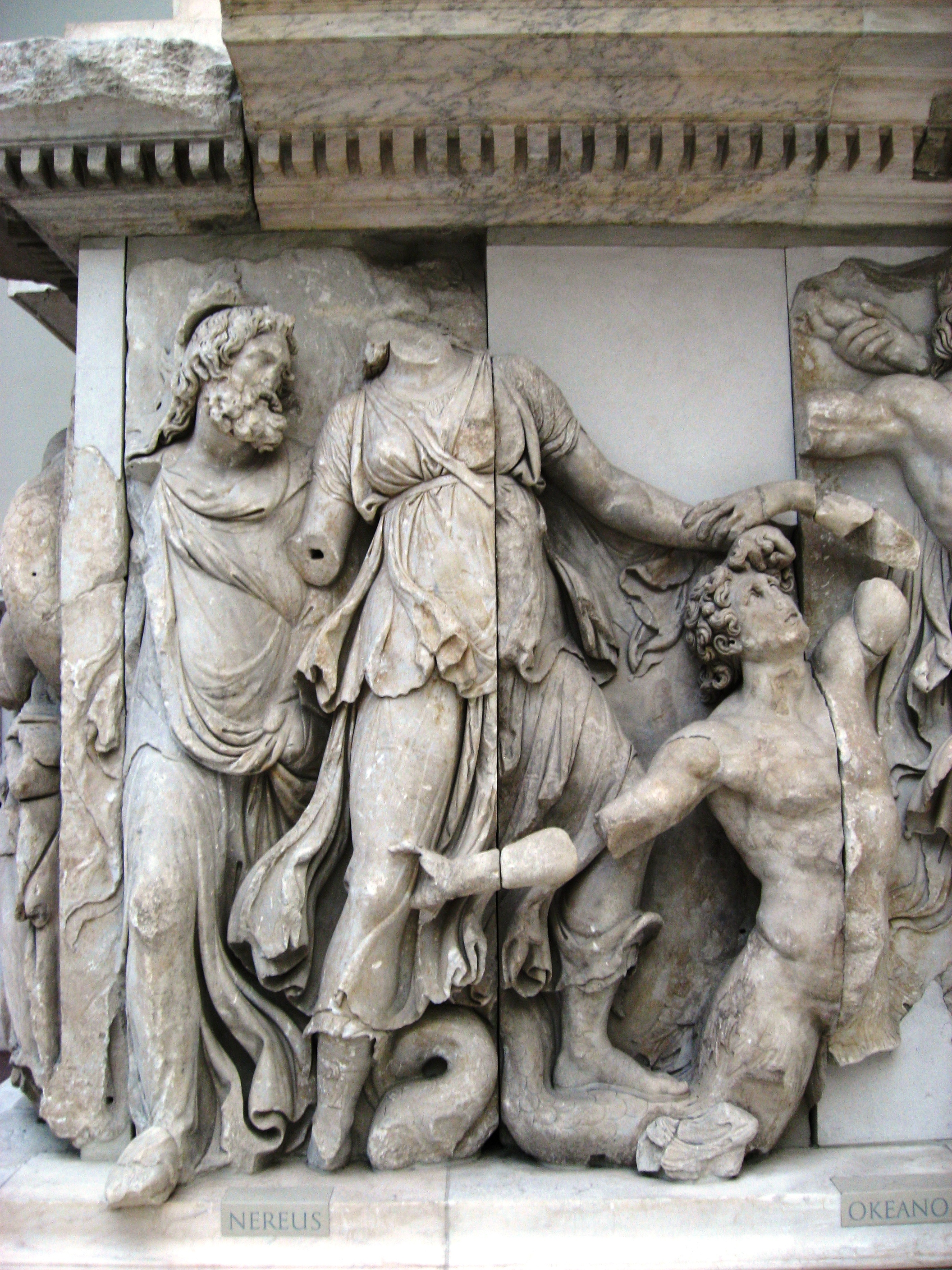
비늘에 덮인 꼬리를 가진 오케아노스, 오른편, 페르가몬 제단의 조각상.

오케아노스(고대 그리스어: Ὠκεανός Ōkeanós[*])는 고대 그리스와 고대 로마에서 대지를 둘러싼 거대한 강을 말하며 이를 의인화한 신의 이름으로 티탄족의 일원인 포세이돈 이전의 2세대 바다의 신을 의미하기도 한다. 현대 영어를 비롯한 많은 언어에서 바다(Ocean)를 뜻하는 단어의 어원이 된 이름이다.
고대 그리스인들은 지구를 평평한 땅으로 상정했고 그 지구를 거대한 강이 둘러싸고 있다고 믿었다. 티탄족 오케아노스는 프로토게노이인 우라노스와 가이아 사이에서 태어난 아들로 상반신은 긴 수염을 한 인간의 모습이고 하반신은 비늘이 달린 물고기의 모습으로 묘사된다. 오케아노스는 역시 티탄족의 일원인 아내 테튀스와의 사이에서 모든 바다와 강, 연못과 호수를 낳았으며 오케아니스라고 부르는 3,000여명의 물의 요정들, 님프들을 낳았다고 전해진다. 오케아노스는 티탄족에 우두머리, 수장, 왕, 조상이라는 말이 있고 아내 테튀스와 함께 티탄계의 1세대 왕과 여왕자리를 앉았다고 한다.
많은 전승에에서 오케아노스는 티탄족과 올림포스 신들 사이의 10년에 걸친 전쟁에서 같은 종족인 크로노스의 편을 들지 않고 프로메테우스, 테미스와 함께 전쟁에서 물러나 있었다고 전한다.

## 같이 보기
- 오기고스